# Laser Squad
Laser Squad es un juego clásico de ordenador, originalmente lanzado para ZX Spectrum y posteriormente para Commodore 64, MSX, Amstrad CPC, Amiga, Atari ST y DOS. Fue diseñado por Julian Gollop y su equipo Mythos Games (Actualmente Codo Technologies), publiciado por Target, expandiendo las ideas aplicadas en los anteriores juegos de la saga Rebelstar.